# Saccolabiopsis armitii
Saccolabiopsis armitii är en orkidéart som först beskrevs av Ferdinand von Mueller, och fick sitt nu gällande namn av Alick William Dockrill. Saccolabiopsis armitii ingår i släktet Saccolabiopsis och familjen orkidéer. Inga underarter finns listade i Catalogue of Life.